# Platygraphium penicillatum
Platygraphium penicillatum är en tvåvingeart som beskrevs av Friedrich Georg Hendel 1926. Platygraphium penicillatum ingår i släktet Platygraphium och familjen lövflugor.
Artens utbredningsområde är Bolivia. Inga underarter finns listade i Catalogue of Life.